# 八幡インターチェンジ
八幡インターチェンジ（やはたインターチェンジ）は、福岡県北九州市八幡西区の九州自動車道のインターチェンジである。

## 概要
北九州市の八幡西区・八幡東区・若松区などの他、中間市などの遠賀地方、また直方市・飯塚市などの筑豊地方の街に行くのにも便利である。また、北九州高速道路（北九州都市高速）と接続しており、九州各地と北九州市都心部との間を自動車で移動する場合に、都市高速へ乗り換える際にもよく利用される。その連絡口についてもここで述べる。
西日本高速道路九州支社北九州高速道路事務所が併設されている。

### 北九州高速4号線との連絡路
北九州直方道路と同時に開通しており、料金収受の手間もなく九州自動車道と接続していた。この時は北九州直方道路馬場山IC（現在の北九州高速4号線馬場山出入口）は門司方面、九州自動車道八幡ICは福岡方面のハーフインターチェンジとして機能していた。八幡ICから小倉東ICまでが開通し、北九州直方道路が北九州道路とともに北九州高速4号線となった後も連絡路として使用されている。しかし福岡方面のみの連絡となっており、北九州高速4号線から九州自動車道門司方面に入る場合（もしくはその逆）には一度国道200号直方バイパスに出なければならない。また当インターより北九州高速4号へ乗り換えた場合、最初の一般道出口は小嶺出口となる（金剛出入口と馬場山出入口は小倉方面にのみ接続するハーフICのため、九州道福岡方面から連絡路経由で一般道への下車不可）。
北九州高速からは当インターで一般道へ出られない。このため一般道へ向かう場合、直方バイパス・飯塚方面へは金剛出口で、直方市街・小竹町方面へは馬場山出口で各々下車する（一般道より北九州高速へ入る場合も最初の入口は金剛入口及び馬場山入口）。
尚、この北九州高速道路との接続により、九州自動車道の鳥栖方面ではこのインターチェンジを境に交通量が急増する傾向がある。さらにここから古賀インターにかけての本線上では近年大型車が絡む追突事故が多発しており、事故車及び散乱した積荷処理、路面洗浄の為長時間に亘る通行止めが発生するケースが増えている。

## 道路
- E3 九州自動車道（4番）
- 北九州高速4号線

## 接続する道路
- 国道200号

### 付近の道路
- 国道211号
- 福岡県道61号小倉中間線

## 歴史
- 1979年3月8日：若宮IC - 当IC間、北九州直方道路（現在の北九州高速4号線黒崎出入口 - 馬場山出入口間）開通。
- 1988年3月31日：小倉東IC - 当IC間開通。

## 料金所
- ブース数：10

### 入口
- ブース数：6 （都市高速からも含める）
  - ETC専用：3（都市高速2、一般道1）
  - ETC・一般：1
  - 一般：2

### 出口
- ブース数：4
  - ETC専用：2
  - 一般：2

## バス停留所
本線車道から離れており、流入側・流出側ともに、料金所を通過した直後にバス停が設置されている。構造上当バス停に停車した後に本線車道に復帰できず、停車する路線は当インターチェンジで高速道路に出入りする2路線に限られる。
| 路線愛称                 | 運行会社       | 流入側                                                   | 流出側                           |
| ------------------------ | -------------- | -------------------------------------------------------- | -------------------------------- |
| （愛称名なし）           | 西鉄バス筑豊   | 直方PA・若宮IC・高速青柳・高速立花山・福岡（天神高速BT） | 直方（王子団地・西鉄直方・直方） |
| 北九州空港エアポートバス | 西鉄バス北九州 | 北九州空港                                               | 降車専用                         |

## 周辺
- 明治屋産業 直方がんだびっくり市 (毎週金・土・日曜と月曜が祝祭日営業)
- イオンモール直方
- ホームプラザナフコ馬場山店
- 北九州農業協同組合本店
- 北九州高速4号線金剛出入口
- 北九州市立木屋瀬中学校

## 隣
E3 九州自動車道
(3)小倉南IC/BS - (4)八幡IC/BS - 直方PA/BS（PAは上り線のみ） - (4-1)鞍手IC - 鞍手PA（下り線のみ） - (4-2)宮田スマートIC - (5)若宮IC/BS
北九州高速4号線
(413)馬場山出入口（門司方面出入口） - (414)金剛出入口（門司方面出入口） - (4)八幡IC